# NGC 5910-2
NGC 5910-2 (другие обозначения — MCG 4-36-35, NPM1G +21.0426, VV 139, HCG 74B, PGC 54688) — галактика в созвездии Змея.
Этот объект не входит в число перечисленных в оригинальной редакции «Нового общего каталога» и был добавлен позднее.